# Campionati europei di sollevamento pesi Copenaghen 1907
I Campionati europei di sollevamento pesi 1907, 11ª edizione della manifestazione, si disputarono a Copenaghen dal 5 al 7 aprile 1907.

## Formula
La formula prevedeva quattro serie di sollevamenti:
- sollevamento a strappo con la mano destra;
- sollevamento a slancio con la mano sinistra;
- sollevamento a distensione a due mani;
- sollevamento a slancio a due mani.

## Titoli in palio
Si assegnarono titoli nelle due categorie sotto elencate.
| Categoria    | Eventi        |
| ------------ | ------------- |
| Pesi leggeri | 67,5 kg       |
| Pesi massimi | Oltre 67,5 kg |

## Risultati
| Evento        | Oro              | Oro   | Argento         | Argento | Bronzo         | Bronzo |
| ------------- | ---------------- | ----- | --------------- | ------- | -------------- | ------ |
| 67,5 kg       | Nikolaus Winkler | 317,0 | Edvin Andersson | 317,0   | Andreas Götz   | 294,0  |
| Oltre 67,5 kg | Heinrich Rondi   | 433,0 | Carl van Hauen  | 400,0   | Theodor Krampe | 364,0  |

## Medagliere
| Posiz. | Nazione   | Oro | Argento | Bronzo | Totale |
| ------ | --------- | --- | ------- | ------ | ------ |
| 1      | Germania  | 2   | 0       | 2      | 5      |
| 2      | Danimarca | 0   | 1       | 0      | 1      |
| 2      | Svezia    | 0   | 1       | 0      | 1      |
| Totale | Totale    | 2   | 2       | 2      | 6      |